# Floridsdorf

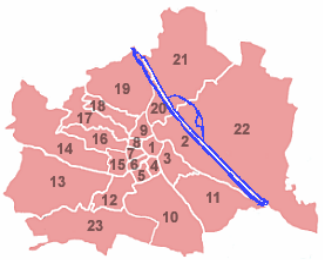
Wiens distrikt. Floridsdorf är nummer 21.

Floridsdorf är ett distrikt (tyska: Gemeindebezirk) i Österrikes huvudstad Wien. Wien är indelat i 23 distikt och Floridsdorf har distriktsnummer 21.
Genom distriktet går Floridsdorfer Strasse, som är dess huvudgata. 
Antalet invånare är cirka 178 000. Arean är 44 kvadratkilometer. Floridsdorf gränsar till Döbling, Donaustadt, Leopoldstadt och Brigittenau. 